# 南代頓 (紐約州)
南代頓（英語：South Dayton）是位於美國紐約州卡特羅格斯縣的村。

## 人口
根據2020年美國人口普查的數據，南代頓的面積為2.60平方千米，皆為陸地。當地共有人口564人，而人口密度為每平方千米217人。